# Rachispoda luciana
Rachispoda luciana är en tvåvingeart som beskrevs av Wheeler 1995. Rachispoda luciana ingår i släktet Rachispoda och familjen hoppflugor. Inga underarter finns listade i Catalogue of Life.